# 交響曲第26番 (ハイドン)
交響曲第26番 ニ短調 Hob. I:26 は、フランツ・ヨーゼフ・ハイドンが1768年頃に作曲した交響曲。『ラメンタチオーネ』（伊: Lamentatione）の愛称で知られる。

## 概要
この作品の自筆原稿は残っておらず、正確な作曲年代は不明である。3楽章構成であることもあり、かつては初期の1765年から1766年頃の作品とされていたが、エントヴルフ・カタログ（草稿目録）上の位置や様式などの研究により、現在ではもっと新しい1768年から1769年頃の作品と考えられるようになった。ハイドンのいわゆる「シュトゥルム・ウント・ドラング（疾風怒濤）期」にあたり、この時期には短調の交響曲が多数作曲されたが、本作もその一つにあたる。
ハイドンの初期の交響曲には3楽章形式のものが少なくないが、1765年以降では本曲と第30番『アレルヤ』の2曲だけである。この2つの交響曲はどちらも典礼音楽を引用した宗教的交響曲であり、通常のようにエステルハージ邸で演奏されたわけではなく、教会で演奏するために作曲されたと考えられる。4楽章形式でないのもそのことと関係があるかもしれない。
現存最古の筆写譜にはすでに「受難と哀歌」（assio et Lamentatio）と記されている。第1楽章には当時のオーストリアの受難劇でよく使われていた音楽を引用している。第2楽章にはエレミヤの哀歌の音楽が引用される。

## 編成
オーボエ2、ホルン2、第1ヴァイオリン、第2ヴァイオリン、ヴィオラ、低音（チェロ、ファゴット、コントラバス）。

## 曲の構成
全3楽章、演奏時間は約17分。この時代の交響曲としては珍しくメヌエットで終わる3楽章で構成され、第1楽章と第2楽章に受難週と関係する音楽を引用しているところに特徴がある。
- 第1楽章 アレグロ・アッサイ・コン・スピーリト
ニ短調、4分の4拍子。

シンコペーションのリズムによる感情の表出という手段は、モーツァルトの交響曲第25番と共通している。第2主題として第1オーボエと第2ヴァイオリンにグレゴリオ聖歌の受難コラールが現れ、第1ヴァイオリンが修飾する。再現部では第2主題がニ長調に転調し、ホルンも加わって奏される。ニ長調になるのは第2主題が引用であるために短調にしたくなかったことも理由にあるだろうが、当時の短調の交響曲の第1楽章では再現部が短調になるのが通常であり、長調で終わるのは当時のハイドンの交響曲では他に例がない[2]（後の交響曲第80番以降は長調で終わる）。
いきなり立ち止まったり、突然な曲想の変化や転調などドラマチックな構成故に、展開部以降の形式的な反復記号を欠いている。

- 第2楽章 アダージョ
ヘ長調、4分の2拍子、ソナタ形式。

第2オーボエは休止する。第1オーボエと第2ヴァイオリンにグレゴリオ聖歌のエレミヤの哀歌のコラールが引用され、第1ヴァイオリンが対旋律やまとわりつくような16分音符の音型で絡め、低弦は規則正しく刻む。第2主題はコラール主題をハ長調に移しただけである。第1楽章と同じく再現部からはホルンも主題を歌う。これは「インチピト・ラメンタチオ(哀歌が始まる)」という旋律であり、ハイドンはこの旋律をこの曲の他にもしばしば用いている（ランドンによると、1760年ごろに作曲されたヘ長調の管楽ディヴェルティメント(Hob.II:23)、交響曲第45番『告別』のトリオ、交響曲第80番のトリオなどで使われているという[4]）。

- 第3楽章 メヌエット - トリオ
ニ短調 - ニ長調、4分の3拍子。
メヌエット部は2対1のリズム、ナポリの6の和音や突然の休止などが印象的である。後半は緊迫した転調を繰り返し、前半に登場した16分音符の動機を使用した低声部主体のカノンとなって再現され、盛り上がる。トリオはニ長調となり、3拍目が強奏される特徴的なフレーズの後にヴァイオリンが音階を下降する独創的な主題が特徴的である。